# 中選挙区制
中選挙区制（ちゅうせんきょくせい）とは、大選挙区制(en:multi-member district、複数議席選挙区制) のうち、地域ごとに選挙区を区分けした1つの選挙区につき得票数上位から2名以上を選出する制度に対する日本独自の呼称である。ちなみに英語で小選挙区制は「Single-member district(単一議席選挙区制度)」である。都道府県を数区に分かち、1選挙区の議員定数を3人ないし5人とする日本独特の区分であり、諸外国の定義では複数議席選挙区制の一種である。
かつての日本の選挙では中選挙区単記制が実施されていた。 第二次世界大戦以前、および戦後の衆議院選挙に用いられたが、有権者へのサービス合戦・金権政治の原因となった。1994年に政治改革四法が成立したことに伴い小選挙区比例代表並立制が導入されたため廃止された。有権者は選挙区内の候補1名に単記で投票し、得票数順に当選者が決まる単記非移譲式が用いられていた。しかし、かつての単記制ではなく、中選挙区連記制を導入議論がある。

## 概要

### 狭義の意味
狭義の意味として、次の2つの時期に採用された日本の衆議院議員総選挙（以下「総選挙」）の大選挙区単記非移譲式の選挙制度が中選挙区制(中選挙区単記制)と呼ばれている。
1. 1928年（昭和3年）の第16回総選挙から1942年（昭和17年）の第21回総選挙まで
2. 1947年（昭和22年）の第23回総選挙から1993年（平成5年）の第40回総選挙まで

戦前の中選挙区制度では、厳格に定数が3〜5と決まっていた。戦後の中選挙区制時代の総選挙では、議員定数是正による増減によって、少数の選挙区では2人区や6人区も存在していた。また、奄美群島がアメリカ合衆国国からの返還で本土復帰した際には、1953年から定数1という一人区(小選挙区)である奄美群島選挙区が設立された。
同じく複数の候補を単記または制限連記によって選出する制度が採用された時期のうち、
1. 1946年（昭和21年）の第22回総選挙

はともに大選挙区制と呼ばれる。戦前の大選挙区制では6人以上の選挙区が29区も存在した一方、一人区(小選挙区)も存在した。また、

### 名称の由来
日本では、一人区および二人区で構成された初期の制度を「小選挙区制」、府県を基礎として市部の独立選挙区を設けた1902年からの制度を「大選挙区制」と呼んだ。この経緯から、1選挙区ごとの当選人数から中選挙区制の名称が用いられた。理論的には複数人を1選挙区から選出する方法を、すべて大選挙区制に分類することが多く、その用語法にしたがえば、「中選挙区制」は大選挙区制に区分される。

### 特徴
中選挙区制においては、選挙区の定数をM とした場合、選挙区内の有権者の1/(M+1)を超える 得票があれば、当選することができる。したがって、ある程度の少数派も議席を獲得することができる。一方、定数が5以下に制限されていたので、極端な小党分立状態を防ぐ効果も持つ。また、政党名簿比例代表と異なって、有権者は候補者に直接投票することができるので、人物に対する判断を行うことができる。
しかし、中選挙区単記制であると議会過半数を得ようとする政党は、同一選挙区内で2名以上候補者を擁立することが必要になるので、一方の候補に票が偏ることによって、逆に政党の獲得議席を減らしたり、票が均等化させたが故に共倒れをする可能性があった。大政党が過剰公認による共倒れ、過少公認による議席損失の2つのリスクを避けるためには、適切な候補者数を推測し、さらに候補者間での票の均等化を図る必要がある。また、大政党に所属する議員は、同一政党の議員と票を争うことになるので、個人後援会の充実に力を注いだり、政党内の派閥に依存するようになる事で金権政治を招くことが指摘されている。

## 中選挙区単記制廃止までの経緯

### 中選挙区単記制導入
第7回総選挙から行われた大選挙区単記非移譲式は、後に立憲政友会を結成することになる伊藤博文によって推進され、1900年、第2次山縣内閣のときに成立した。第16回総選挙からの中選挙区単記制は、憲政会・政友会・革新倶楽部の護憲三派連立の加藤高明内閣の下で、1925年のいわゆる普通選挙法によって制定された。
前者・後者ともに 考案者は、林田亀太郎とされている。林田は、小選挙区制は多数派の代表のみが選出されることを問題視し、累積投票を元にこの制度を考案した。単記移譲式投票は性能が良いが複雑であり、政党名簿式は無所属を排除するゆえに、選挙の経験の少ないうちはさしあたって中選挙区制が望ましいとした。
前者の導入について、山縣有朋の役割を強調する説がある。この説によれば、山県は台頭しつつあった政党勢力（民党）に対して、少数の官僚党にキャスティングヴォートを取らせる三党鼎立を持論とし、大選挙区単記非移譲式はそのために都合の良いものであった。
戦前は政友会と民政党の二大政党が、中選挙区制の下で過半数の議席を争い、政権交代を繰り返した。川人貞史によれば、候補者擁立の失敗や票の均等化の失敗は、二大政党に互いに相殺される傾向にあったのに加えて、1930年代は支持率の増減が激しかったので、それほど大きな問題にならなかった。

### 55年体制と万年野党
55年体制において一強政党であり政権与党であった自民党は国民政党であり、労働組合政党や宗教政党が行っていた「投票先の割り振り」のようなことが出来る高度に集権化された政党ではなかった。そのため、支持者からの票を候補者間で均等に票割りすることは困難であった。このため、同党の公認候補が選挙区に2人以上いると、自民党候補者投票数を半分で割ると両方当選出来たのに、片方の候補者のみに票が集中して、同党候補のもう片方が落選しまうことがしばしばあった（完全連記制、制限連記制、単記移譲式投票も参照）。
これについて、J・マーク・ラムザイヤーとフランシス・ローゼンブルースは、選挙区内での集票の棲み分けを図るために、個人後援会と自民党部会を通じた特定業種への利益誘導によって、各候補が特定の有権者を囲いこむ戦略を自民党は採用したという。しかし、川人貞史は、自民党は過剰公認をコントロールすることは出来たが、得票の不均等配分を是正することはできなかったとし、ラムザイヤーとローゼンブルースはそもそも事実を誤認していると指摘している。
日本の国政選挙区では、野党各1名・自民党複数候補の選挙区が基本となっていた。55年体制下で野党第1党である日本社会党は過半数の候補を立てたのは大選挙区制を含めて3度だけだった(万年野党)。3度の内、「1選挙区で複数候補を擁立した例」が1960年代までに集中している。政治学者の田中善一郎によると、自民党候補者は当選回数を重ねるごとに強くなっていくのに対し、社会党候補者は「当選回数」と「選挙の強さ」の相関がほとんどなく、党の看板に頼った選挙戦だったと結論づけている。社会党は1970年代以降は選挙区で単独擁立が常態となった。共産党、民社党、公明党といった他の野党も、極一部例外を除いて1選挙区で複数候補を立てる力はなかった。そもそも出馬した候補者数自体が議会過半数未満なため、全議席勝利したと仮定しても単独過半数を狙える勢力には成長しなかった。背景は、自由民主党が各選挙区で複数候補を出馬・当選させることで過半数の議席を維持し続けた一方で、各野党は選挙区で候補者を各1人に絞ることで議席死守する方針を取っていたことにある。

### 中選挙区単記制の廃止
戦後も中選挙区単記制は続いていたが、有権者へのサービス合戦や金権政治を招く仕組みであるため、平成の政治改革によって廃止されることとなった。
保守合同後、すでに自民党内では中選挙区制度(中選挙区単記制)の廃止と小選挙区制の導入の声があった。鳩山一郎内閣の小選挙区制導入および田中角栄内閣の小選挙区比例代表並立制導入が試みられている。党の集権化と派閥の廃止を望む立場から、中選挙区制では多数党となるために同じ選挙区で「同士討ち」をしなければならないため、金権選挙が横行する元凶であるなどと批判された。しかし、世論は関心を持たず、議会もまとまらず導入は見送られた。しかし、1988年のリクルート事件後、政治改革の動きが議会と世論で強まった。そのため、1990年の第8次選挙制度審議会は、政党中心主義をとなえ、小選挙区比例代表並立制の制定を当時の海部内閣に答申した。
1993年の第40回総選挙において選挙制度の改革が争点となり、自由民主党が下野し（55年体制の崩壊）、非自民・非共産連立政権である細川内閣の発足後政治改革四法の成立により衆議院に小選挙区比例代表並立制が導入された。議会外でも、1992年には学者や経済界有志によって政治改革推進協議会(民間政治臨調)が結成され、積極的な中選挙区制度廃止運動を行われていた。
なお、参議院の選挙区選挙では現在でも、一人区を除けば大選挙区単記非移譲式で行われており、広義の「中選挙区制」は日本の国政選挙で完全に廃止されたわけでない。

## 定数

### 一票の格差
戦後の中選挙区制の区割および定数は、1946年の臨時人口調査をもとに定められた。しかし、戦災復興による疎開人口の帰還およびその後の高度成長による、都市部への大規模な人口移動がおこったため、早くから議員一人あたりの人口の不均一、いわゆる一票の格差が問題となった。そのため、1950年に成立した公職選挙法は、法律施行の日から五年ごとに、直近に行われた国勢調査の結果によって是正するのを例とすると定められた。しかし、実際に定数の是正が行われたのは1964年が最初である。その1964年の定数是正は、第二次選挙制度審議会の答申に沿って行われた。この答申の方法は、全国平均議員一人あたり人口から大きく乖離する選挙区の定数を増減させるだけで、人口と定数の逆転などを放置するものであり、抜本的な是正策ではなかったにもかかわらず、その後の定数是正においても踏襲された。選挙制度審議会は、抜本的な改正案を答申しなかった理由として、原則的な方法は定数の著しい変動をみることになるので、選挙区制についての結論をみない段階においては実際的ではないと説明した。選挙制度審議会が抜本的な定数是正を答申しなかった背景には、選挙制度審議会は、中選挙区制の下での定数の大幅是正よりも、小選挙区制導入を主とする「区制改革」を重要視する委員が多かった事があるという指摘がある。
その後、1975年に「20増」、1986年に「8増7減」、1992年に「9増10減」の是正が行われたが、これらは選挙制度審議会の答申を受けたものではない。

### 例外的定数
戦前の中選挙区制は定数是正は行われなかった。1945年に樺太・朝鮮・台湾に１人区を含めた選挙区を設ける法改正が行われたが、選挙は実施されなかった。その結果戦前の中選挙区制は、すべて3–5人区で実施された。
戦後の中選挙区制は、当初は3–5人区のみで構成されたが、1953年の奄美群島の本土復帰によって例外的に一人区 (奄美群島選挙区)が置かれた。また、1986年の8増7減によって、2人区が4区、6人区が1区設けられた。さらに、1992年の9増10減によって、2人区が8区、6人区が2区に増加した。

## 中選挙区連記制導入論

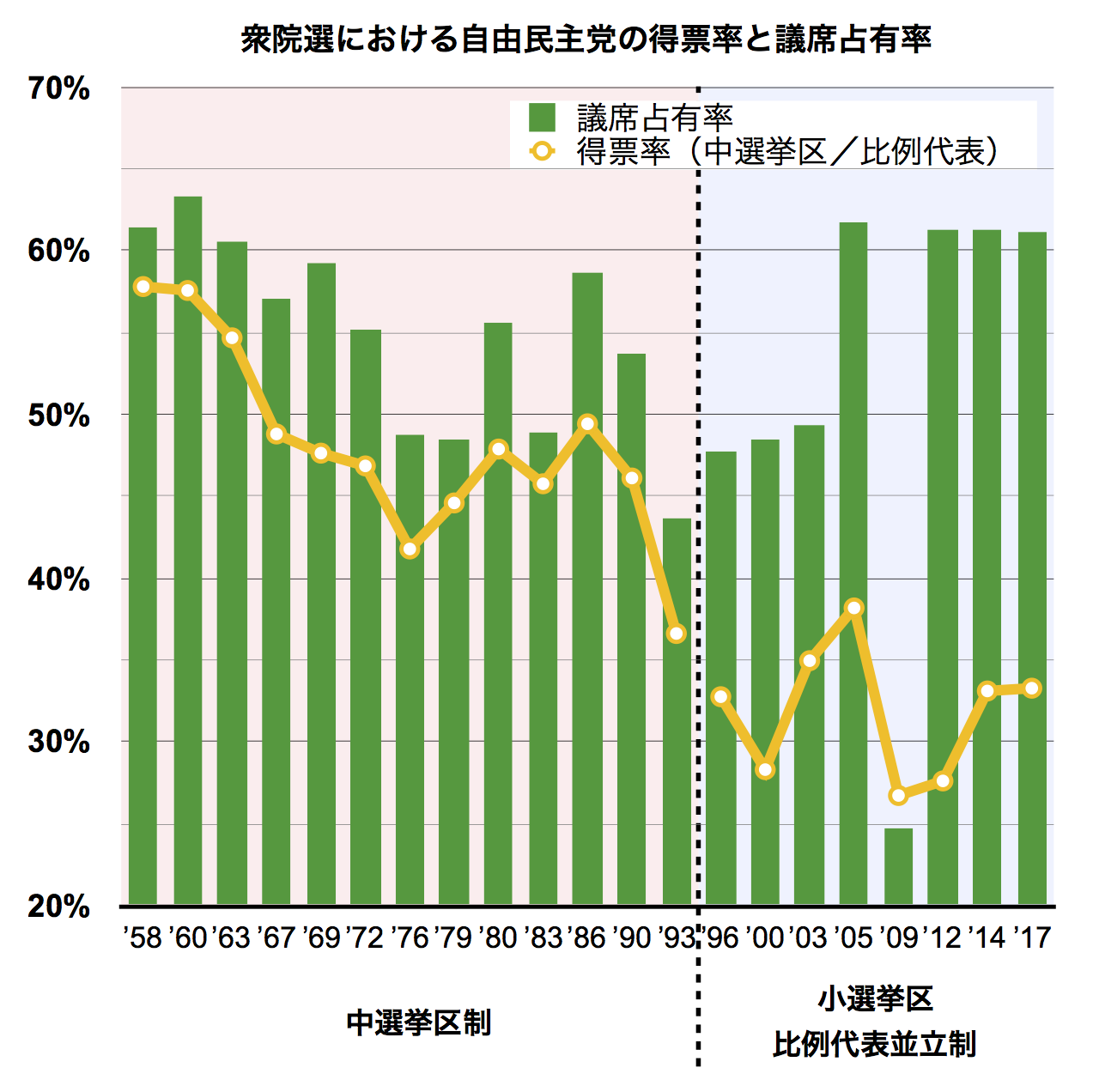
衆議院議員総選挙における自民党の議席占有率（棒グラフ）と得票率（折れ線グラフ）
----
1996年の総選挙から小選挙区比例代表並立制が導入され、その結果、第一党の議席占有率は得票率をはるかに超えることとなった。自民党は毎回、比例代表で3割弱から4割弱の票しか獲得できていないものの、2005年、2012年、2014年の総選挙では6割を超える議席を獲得している。

「小選挙区比例代表並立制」には、重複立候補の候補者の順を党が決定出来て、名簿上位者(主に党幹部のケース)は同じ党内で優遇されている不公平さ、小選挙区で負けても惜敗率次第では比例復活があり得る仕組みが、「分かりにくい」と指摘がある。 他にも第44回総選挙（2005年）、第45回総選挙（2009年）、第46回総選挙（2012年）、第47回総選挙（2014年）、第48回総選挙（2017年）と5回連続で、一つの政党が総得票率50%未満の状態で小選挙区議席数の3分の2以上を占める結果となっていることへの不満意見がある（右グラフも参照）。比例復活の足切り条件が緩く、小選挙区で次点にもなれなかった選挙区内3位以降の候補者など「低惜敗率の候補者」の比例復活等も問題になっている。1996年以降の衆院選小選挙区制選挙が導入されたが、2000年以降に復活当選の要件に得票率10%以上の者と定められたものの、まだ低いとの指摘がある。
2011年に渡部恒三や加藤紘一を世話人とする「衆院選挙制度の抜本改革を目指す議員連盟」が発足した。同連盟は中選挙区制（大選挙区非移譲式単記制）を復活を目指すものとされ、この議員連盟の会合において、河野洋平前衆議院議長は、かつて自民党総裁時代に野党党首として小選挙区比例代表並立制の導入に協力したことについて「率直に不明をわびる気持ちだ。状況認識が正しくなかった」と発言した。また、小選挙区比例代表並立制は妥協の産物であり、細川護熙と同様、当時から中選挙区制限連記制を支持していたという。河野は2023年に時事通信によるインタビュー「連記制含む『新中選挙区制』提唱」（時事ドットコム、2023年8月12日）で、「全国を全部3人（の中選挙）区」にする「中選挙区連記制」への変更を主張している。
このほか、2014年に新党改革や次世代の党などの小規模な政党が中選挙区非移譲式制限連記制の復活を主張した。2012年に園田博之や武村正義、野中広務は、政党内での共倒れを防ぎ、政党同士が政権を争える案として、2名の制限連記式の中選挙区制の導入を主張している。公明党は、自自公連立の際に中選挙区単記制の復活を主張したが、政権下野後の2010年に比例代表重視の選挙制度への変更を主張した。2024年7月には、非自民連立の細川護熙内閣で首相特別補佐を務めた元新党さきがけ代表代行の田中秀征が中選挙区連記制の導入を提唱した。
同年6月に石破茂は「極端な政権交代」よりも「穏健な連携」の方が良いとして中選挙区連記制への導入を提起している。首相になった後も、石破は中選挙区連記制を推進している。